# Tulaga Manuella
Sir Tulaga Manuella, GCMG, MBE (* 26. August 1936) ist ein ehemaliger  tuvaluischer Politiker.

## Leben
Bevor er in die Politik wechselte, war Manuella Buchhalter im öffentlichen Dienst und Sekretär der Ekalesia Kelisiano Tuvalu.
Manuella wurde am 21. Juni 1994 als Vertreter von Elisabeth II., der damaligen Königin von Tuvalu, zum Generalgouverneur von Tuvalu ernannt. Dieses Amt übte er bis zum 26. Juni 1998 aus.
Er hat mit seiner Frau Milikini Manuella fünf Kinder.

## Auszeichnungen
- 1996: Knight Grand Cross des Order of St. Michael and St. George[3]